# Sameref
| G39 | Z1 | U6 · D21 | A40 | I9 · Z1 |

| G39 | Z1 | U6 · D21 | A40 | I9 · Z1 |

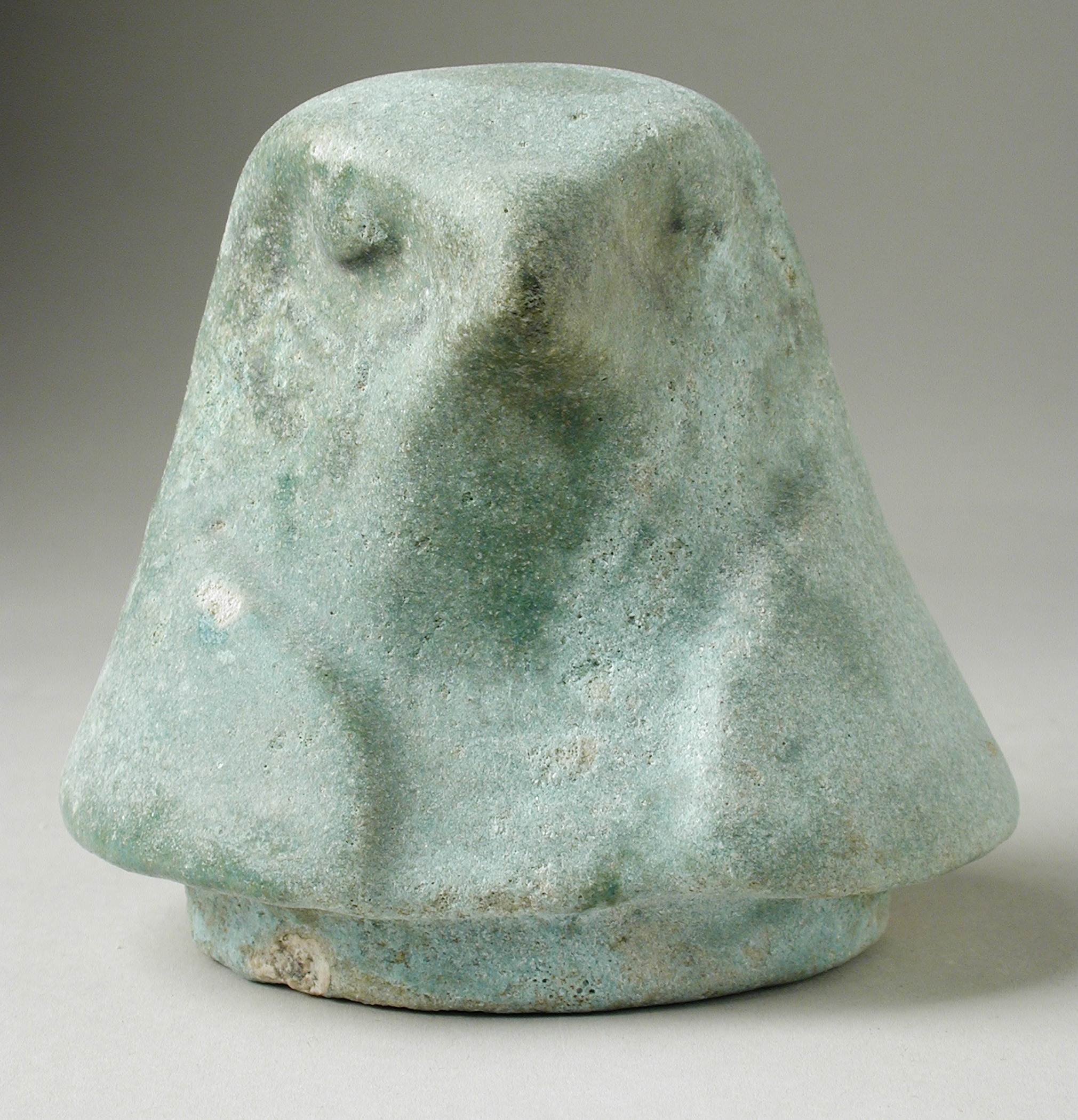
Tapa de vaso canopo de fayenza del dios Qebehsenuf, al que se asimiló Sameref en el I milenio a. C. Museo de Arte del Condado de Los Ángeles.

Sameref (S3 mr=f, 'Su amado hijo') es un dios egipcio de la muerte perteneciente a la religión del Antiguo Egipto, asociado a los faraones de la dinastía III. A medida que el culto a Osiris evolucionó y se hizo fundamental, el papel de Sameref se acercó al de Horus, hijo de Osiris. Las raíces mitológicas del culto a Sameref se remontan probablemente al periodo predinástico.

## Historia

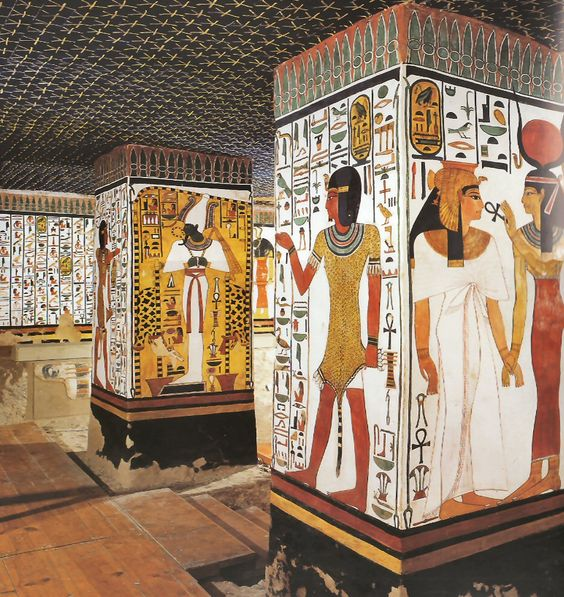
El dios Iunmutef, en el centro, en primer plano, sobre un pilar de la tumba de Nefertari en el Valle de las Reinas. Su papel y su iconografía pueden compararse a los de Sameref.

### Características teológicas
Con la transición de la II a la III dinastía, en torno al 2700 a. C., Sameref fue considerado la encarnación divina del rey difunto que, de forma similar a Horus, ama a su propio padre. Durante el Reino Medio, se creía que Sameref contaba todos los corazones de los difuntos. A principios del Imperio Nuevo Sameref, en su aspecto de Horus, aparece de pie ante la Enéada ("los nueve de Heliópolis") para conducir a los muertos ante el gran consejo (dyadyat) de deidades.
Durante el periodo tardío de Egipto, Sameref se identificó con uno de los cuatro hijos de Horus, Qebehsenuf (un dios halcón funerario vinculado a los vasos canopos y encargado, junto con la diosa Selkis, de proteger los intestinos del difunto). En la época grecorromana, en cambio, se le identificaba con Imhotep, Anubis y Horus, descritos, para la ocasión, como hijos amados de su padre. En este contexto, Sameref podía ser referido ocasionalmente como hijo de Ra.

### Iconografía
Sameref fue representado, durante el Reino Nuevo, como una deidad con forma humana, con la coleta lateral de la juventud y vestido con un manto sacerdotal típico hecho de piel de leopardo o guepardo (puede sostener una pata trasera de la piel del animal con su mano izquierda). Esta iconografía es comparable a la de otras deidades, como Iunmutef. Fue precisamente a Iunmutef a quien se acercó teológicamente a partir del Reino Nuevo, dando lugar a la figura de Horus Iunmutef.

## En textos funerarios

### Textos de las pirámides
En los Textos de las Pirámides aparece referenciado Sameref cuando en un desarrollo ampliado de la ceremonia de apertura de la boca al difunto, se llega a disponer de un llamado Libro de la apertura de la boca, donde se especificaba que las ceremonias eran realizadas por el sacerdote Jer-heb (sacerdote lector principal), el hijo del difunto, y los sacerdotes y oficiantes llamados Sameref, Sem, Smer, Am-as, Am-jent, y los asistentes llamados mesentiu.

### Libro de los muertos
En el Libro de los muertos del papiro de Ani aparece el discurso del sacerdote Sameref:

"He venido a vosotros, oh jefes Tchatcha que habitáis en Rasta, y os he traído al Osiris Ani, concededle pasteles, y agua, y aire, y un hogar en Sejet-hetep como a los seguidores de Horus...Dame un lugar en Jert-Neter, cerca de los Señores de la Verdad. Que mi hogar sea duradero en Sejet-hetep, que reciba tortas en tu presencia".